# Tom Payne (ator)
Thomas Payne (Chelmsford, 21 de dezembro de 1982) é um ator britânico, conhecido por interpretar Brett Aspinall na série de televisão de drama Waterloo Road, de janeiro de 2007 a março de 2008 (em toda a segunda e terceira temporada). Participou de 3 temporadas da série de televisão The Walking Dead, da AMC, interpretando Paul "Jesus" Rovia. Desde 2019, estrela a série de televisão Prodigal Son interpretando o protagonista Malcolm Bright.

## Biografia
Payne nasceu em Chelmsford, Essex, e cresceu em Bath, Somerset, onde frequentou a King Edward's School e foi um prolífico colaborador da escola de Teatro do Departamento. Ele frequentou a Central School of Speech and Drama, onde se formou em junho de 2005. Em seguida, ele apareceu em Miss Pettigrew Lives for a Day.

## Carreira
Em janeiro de 2007, ele apareceu pela primeira vez em Waterloo Road na BBC, interpretando Brett Aspinall. Apesar de estar com 24 anos na época, Payne interpretou um personagem de 17 anos. Ele permaneceu na série até o final da temporada seguinte, em março de 2008. Foi revelado mais tarde que ele não voltaria para a nova temporada, que começaria em janeiro de 2009.
Em 2009, Payne interpretou George Best em Melhor: Sua Mãe e seu Filho, um filme da BBC 2 sobre o lendário jogador de futebol. No mesmo ano, ele apareceu em Marple: Eles Fazem Isso Com Espelhos e em Wuthering Heights, da ITV.
Payne foi nomeado como uma das Estrelas do Amanhã de 2007 no Ecrã Internacional.
Em 8 de março de 2010, foi anunciado que Tom havia se juntado ao elenco de Sorte, um novo piloto da emissora HBO, dirigido por Michael Mann, escrito por David Milch e estrelado por Dustin Hoffman e Nick Nolte. Ele desempenha o papel de um jockey Cajun.
Em 2012, ele foi escalado para o papel-título de Médico (baseado no livro de mesmo nome), junto com Stellan Skarsgård e Ben Kingsley.
Payne foi anunciado em um papel recorrente na sexta temporada de The Walking Dead, como Paul "Jesus" Rovia, e promovido a personagem regular na sétima temporada.

## Vida pessoal
Seu irmão mais novo, Will Payne, também é ator. Payne está em um relacionamento com a cantora sueca Jennifer Åkerman desde o final de 2013.

## Filmografia

### Cinema
- Miss Pettigrew Lives for a Day (2008) Phil Goldman
- The Task (2011) Stanton
- A Herança (2012) Matthew
- The Physician (2013) Rob Cole
- MindGamers (2015) Jaxon Freeman

### Televisão
- Casualty (2006) Toby Tyler
- Waterloo Road (2007–2008) Brett Aspinall
- Skins (2007) Spencer
- A Senhorita Marie Lloyd – Rainha do Music Hall (2007) Bernard Dillon
- Melhor: a Sua Mãe, Filho (2009) George Best
- Wuthering Heights (2009) Linton Heathcliff[8]
- Pessoas Bonitas (2009) Mr Carr
- Agatha Christie Marple: Eles Fazem Isso com Espelhos (2010) Edgar Lawson
- Luck (2011–2012) Leon "Bug Boy" Micheaux
- The Walking Dead (2016–2018)[9] Paul "Jesus" Rovia
- Prodigal Son (2019–2021) Malcolm Bright

## Teatro
- Fim da Jornada – New Ambassadors Theatre, Londres (2005–2006) Raleigh
- Gritos de Riso – Soho Theatre, Londres (2006) Henry